# Pittsburg (New Hampshire)
Pittsburg est un village situé au nord du comté de Coös dans l'état du New Hampshire aux États-Unis, sa population était de 869 habitants lors du recensement de 2010.

## Géographie
C’est le village le plus au nord dans le New Hampshire ; il est situé dans la région Great North Woods au sud des 4 Lacs Connecticut, source du fleuve Connecticut. La Route U.S. Route 3 est la seule grande route qui traverse la ville, bien que le terminus nord de la route 145 se trouve également à Pittsburg. La route 3 continue environ 35 km plus au nord pour rejoindre la frontière du Québec ou débute la Route 257 (Québec) sur la Montagne des Lignes près de Chartierville. Pittsburg fait partie de Berlin, agglomération métropolitaine du NH – VT.

## Histoire
Pittsburg tient son nom de William Pitt, premier ministre du Royaume-Uni. Avant son incorporation en 1840, la région a été colonisée vers 1810 et connue comme le territoire de l'Indian Stream. Il a eu la particularité d’avoir été brièvement un micro-État durant les années 1830, appelé la République de l'Indian Stream, en raison d’une frontière ambiguë entre le Canada et les États-Unis.